# Lurker
Een lurker is een persoon die op internetfora, chatrooms, BBS-en, Usenet, sociale media of wiki's alleen meeleest, maar zelf (bijna) niets bijdraagt.
De term is terug te voeren tot midden jaren 80, toen de meeste mensen nog geen toegang hadden tot internet, maar er al wel gebruik werd gemaakt van BBS-chatrooms, fora en nieuwsgroepen van Usenet. Lurking is een Engels woord dat 'op de loer liggen' betekent.
Veel van deze nieuwsgroepen, chatrooms en forums raden nieuwelingen aan eerst een tijdje mee te lurken, om zo een goede indruk te krijgen van de cultuur en nettiquette van de gemeenschap om zo te voorkomen dat er "domme" vragen worden gesteld.